# Nomisia chordivulvata
Nomisia chordivulvata är en spindelart som först beskrevs av Embrik Strand 1906.  Nomisia chordivulvata ingår i släktet Nomisia och familjen plattbuksspindlar. Inga underarter finns listade i Catalogue of Life.